# ماريا اوسبينسكايا
ماريا اوسبينسكايا (بالإنجليزية: Maria Ouspenskaya)‏ هي ممثلة تعبيرية وممثلة أمريكية (وحملت سابقاً جنسية الإمبراطورية الروسية)، ولدت في 29 يوليو 1876 بتولا في روسيا، وتوفيت في 3 ديسمبر 1949 بلوس أنجلوس في الولايات المتحدة بسبب مرض قلبي وعائي. بدأت مشوارها المهني سنة 1915.

## أعمال

### أفلام
- (1936) دودسورث
- (1939) علاقة حب
- (1942) صف الملوك

## ترشيحات
- جائزة الأوسكار لأفضل ممثلة مساعدة، عن عمل: دودسورث (1936)
- جائزة الأوسكار لأفضل ممثلة مساعدة، عن عمل: علاقة حب (1936)

## وصلات خارجية
- ماريا اوسبينسكايا على موقع IMDb (الإنجليزية)
- ماريا اوسبينسكايا على موقع ألو سيني (الفرنسية)
- ماريا اوسبينسكايا على موقع تيرنر كلاسيك موفيز (الإنجليزية)
- ماريا اوسبينسكايا على موقع أول موفي (الإنجليزية)
- ماريا اوسبينسكايا على موقع قاعدة بيانات برودواي على الإنترنت (الإنجليزية)
- ماريا اوسبينسكايا على موقع قاعدة بيانات الأفلام السويدية (السويدية)
- ماريا اوسبينسكايا على موقع إن إن دي بي (الإنجليزية)
- ماريا اوسبينسكايا على موقع قاعدة بيانات الفيلم (الإنجليزية)
- ماريا اوسبينسكايا على موقع كينوبويسك (الروسية)